# Acacia pubescens
Acacia pubescens е вид растение от семейство Бобови (Fabaceae).

## Разпространение
Разпространен е в Нов Южен Уелс.